# Sinus Aestuum
Il Sinus Aestuum ("Golfo dei flutti", in latino) è una piccola baia lunare che costituisce un'estensione nord orientale del Mare Insularum; giace entro un diametro di 290 km.
Questo golfo è abbastanza livellato e non presenta particolarità rilevanti; la superficie è costituita da lava basaltica, ha una bassa albedo ed è segnata da alcuni piccoli impatti e da alcune catene di creste. Il confine orientale è formato da un'area di terreno irregolare che divide il Sinus Aestuum dal Mare Vaporum a est.
A nord vi è la catena dei Montes Apenninus e il cratere Eratostene. Lungo il lato occidentale si trova il cratere sommerso Stadius mentre a sudovest giace il Mare Insularum.

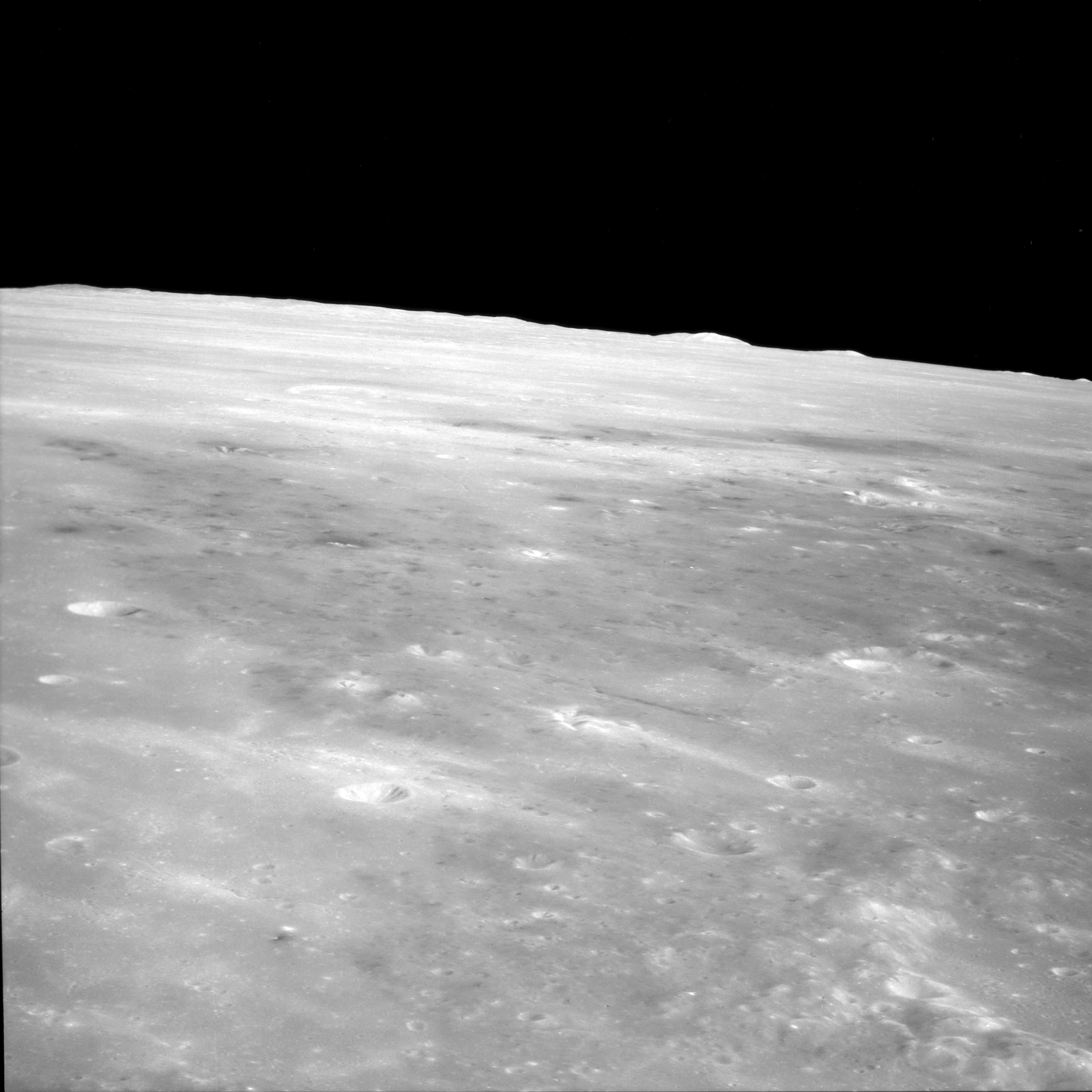
Vista obliqua delle caratteristiche di albedo nel Sinus Aestuum meridionale, ritenuto di natura vulcanica